# بیگانه (فیلم ۱۹۱۰)
بیگانه (انگلیسی: The Stranger) یک فیلم به کارگردانی سیدنی الکات است که در سال ۱۹۱۰ منتشر شد. از بازیگران آن می‌توان به جین گونتیر و رابرت جی. وینیولا اشاره کرد.

## بازیگران
جین گونتیر در نقش آن رود

رابرت جی. وینیولا در نقش آموس براون

چارلز وست در نقش سسیل لاتیمر

چارلز استانتون اوگل در نقش مسافرخانه‌دار رود

آلفرد پیجت در نقش ادی لاکمن

ویلیام کریستی میلر در نقش دکتر